# Atletico Forte dei Marmi 1978
Questa voce raccoglie le informazioni riguardanti l'Atletico Forte dei Marmi nelle competizioni ufficiali della stagione 1978.

## Maglie e sponsor
Lo sponsor ufficiale per la stagione 1978 fu la Mecap.
| 1ª divisa |

## Rosa
| N° | Naz.              | Ruolo | Sportivo         |  |  |  |
| -- | ----------------- | ----- | ---------------- |  |  |  |
|    | Italia (bandiera) | E     | Baldini          |  |  |  |
|    | Italia (bandiera) | E     | Alessandro Barsi |  |  |  |
|    | Italia (bandiera) | E     | Agostino Checchi |  |  |  |
|    | Italia (bandiera) | E     | Consigli         |  |  |  |
|    | Italia (bandiera) | P     | Nardini          |  |  |  |
|    | Italia (bandiera) | E     | Rieri            |  |  |  |
|    | Italia (bandiera) | E     | Luciano Stagi    |  |  |  |

- Allenatore: